# Panicum incisum
Panicum incisum är en gräsart som beskrevs av William Munro och Charles Baron Clarke. Panicum incisum ingår i släktet vipphirser, och familjen gräs. Inga underarter finns listade i Catalogue of Life.